# Malaysian Open 2013
Il Malaysian Open 2013 (conosciuto anche come Proton Malaysian Open 2013 per ragioni di sponsor) è stato un torneo di tennis giocato su campi in cemento indoor. È stata la 5ª edizione del Malaysian Open, che fa parte della categoria ATP World Tour 250 series nell'ambito dell'ATP World Tour 2013. Si è giocato al Bukit Jalil Sports Complex di Kuala Lumpur in Malaysia dal 24 al 30 settembre 2013.

## Partecipanti

### Teste di serie
| Nazionalità | Giocatore         | Ranking | Testa di serie* |
| ----------- | ----------------- | ------- | --------------- |
| Spagna      | David Ferrer      | 4       | 1               |
| Svizzera    | Stan Wawrinka     | 10      | 2               |
| Spagna      | Nicolás Almagro   | 18      | 3               |
| Austria     | Jürgen Melzer     | 27      | 4               |
| Francia     | Julien Benneteau  | 33      | 5               |
| Russia      | Dmitrij Tursunov  | 34      | 6               |
| Canada      | Vasek Pospisil    | 41      | 7               |
| Russia      | Nikolaj Davydenko | 43      | 8               |

* Le teste di serie sono basate sul ranking al 16 settembre 2013.

### Altri partecipanti
I seguenti giocatori hanno ricevuto una wildcard per il tabellone principale:
- Pablo Carreño Busta
- Chung Hyeon
- Ryan Harrison

I seguenti giocatori sono passati dalle qualificazioni:

- Somdev Devvarman
- Rajeev Ram
- Matteo Viola
- Miša Zverev

## Campioni

### Singolare
João Sousa ha sconfitto in finale  Julien Benneteau per 2-6, 7-5, 6-4.
- È il primo titolo in carriera per João Sousa.

### Doppio
Eric Butorac /  Raven Klaasen hanno sconfitto in finale  Pablo Cuevas /  Horacio Zeballos per 6-2, 6-4.